# Moigny-sur-École
Moigny-sur-École is een gemeente in het Franse departement Essonne (regio Île-de-France) en telt 1258 inwoners (2005). De plaats maakt deel uit van het arrondissement Évry.

## Geografie
De oppervlakte van Moigny-sur-École bedraagt 12,2 km², de bevolkingsdichtheid is 103,1 inwoners per km².
De onderstaande kaart toont de ligging van Moigny-sur-École met de belangrijkste infrastructuur en aangrenzende gemeenten.

## Demografie
Onderstaande figuur toont het verloop van het inwonertal (bron: INSEE-tellingen).

1. ↑  Populations de référence 2022.